# Solwezi
Solwezi er en by i den nordvestlige del af Zambia med et indbyggertal (pr. 2000) på cirka 65.000. Byen er hovedstad i landets Nordvestprovins og er, som så mange andre byer i området, hovedsageligt beskæftiget i minedrift af kobber.
1. ↑  www.citypopulation.de (fra Wikidata).